# Liste des lieux patrimoniaux de Powell River (district régional)
Cet article recense les lieux patrimoniaux du district régional de Powell River inscrit au répertoire des lieux patrimoniaux du Canada, qu'ils soient de niveau provincial, fédéral ou municipal.

## Liste des lieux patrimoniaux
| [ 1 ] | Lieu patrimonial                          | Illustration                              | Municipalité | Adresse | Coordonnées     | No    | Constr. | Prot. | Rec. | Notes |
| ----- | ----------------------------------------- | ----------------------------------------- | ------------ | ------- | --------------- | ----- | ------- | ----- | ---- | ----- |
| F     | Arrondissement historique de Powell River | Arrondissement historique de Powell River | Powell River |         | 49.868 -124.547 | 10728 | 1955    | LHN   | 1995 |       |